# AlphaSimplex 集团
AlphaSimplex 集团（AlphaSimplex）是一家总部位于波士顿的美国投资管理公司。该公司以量化投资见长。   
2022年10月20日，法国外贸银行资产管理公司宣布将 AlphaSimplex 出售给Virtus Investment Partners 。  收购于2023年4月完成。 

## 背景
AlphaSimplex 由罗闻全博士 (Andrew Lo) 于 1999 年创立。   罗闻全是麻省理工学院斯隆管理学院金融学教授。    他一直担任董事长兼首席投资策略师直至2018 年，随后他成为名誉董事长并担任高级顾问。   
2007 年， 法国外贸银行资产管理公司收购了 AlphaSimplex。  同年，AlphaSimplex 和瑞士信贷推出了第一个130-30 基金指数。 
该公司最著名的基金是期货管理策略基金(Managed Futures Strategy Fund)和全球另类基金(Global Alternatives Fund launched), 分别于2010 年和 2008 年推出    期货管理策略基金采用量化方法来跟踪走势。     全球另类基金则是一种面向普通投资者的共同基金，有着对冲基金的策略和属性。这些投资者往往达不到投资对冲基金的严格要求。  该公司还于 2009 年推出一支名为多元化策略(Diversifying Strategies) 的另类流动性基金，但因回报不佳而于 2013 年关闭。 
该公司在商品期货交易委员会注册为商品基金运营商（CPO）和商品交易顾问（CTA）。  自 2010 年以来，追踪固定费用走势一直是其旗舰 CTA 策略。 